# Oppo A17
Oppo A17 — смартфон, розроблений компанією OPPO, що входять у серію «А». Був представлений 26 вересня 2022 року. Також 13 жовтня того ж року була представлена спрощена модель під назвою Oppo A17k.

## Дизайн
Екран виконаний зі скла. Бокові грані виконані з матового пластику. Задня панель A17 виконана зі стилізованого під шкіру пластику, а в A17k — зі стилізованого під тканину у темно-синьому кольорі та з матового пластику у золотому. Смартфони отримали захист від бризок за стандартом IPX4.
Крім текстури задньої панелі смартфони за дизайном також відрізняються присутністю другого блоку камери з LED-спалахом та сенсором глибини під верхнім у A17, коли в A17k під круглим блоком камери знаходиться тільки LED-спалах.
Знизу розміщені роз'єм microUSB, динамік, мікрофон та 3,5 мм аудіороз'єм. Зліва розташований слот під 2 SIM-картки і карту пам'яті, а справа — гойдалка регулювання гучності та кнопка блокування, в яку вбудовано сканер відбитків пальців.
Oppo A17 продавався в 3 кольорах: Опівнічний чорний, Озерний блакитний та Сонячний помаранчевий.
Oppo A17k продається в 3 кольорах: синьому, блакитному та золотому.

## Технічні характеристики

### Апаратне забезпечення
Смартфони, як Oppo A16, отримали процесор MediaTek Helio G35 та графічний процесор PowerVR GE8320. Смартфони мають 64 ГБ пам'яті постійного зберігання, яку можна розширити картою пам'яті формату microSD до 256 ГБ, а також 4 ГБ оперативної пам'яті в A17 і 3 ГБ в A17k.
Батарея отримала об'єм 5000 мА·год.
Дисплей IPS LCD, 6,56", HD+ (1612 × 720) зі щільністю пікселів 269 ppi, співвідношенням сторін 20:9 та краплеподібним вирізом під фронтальну камеру.
Oppo A17 отримав подвійну основну камеру із ширококутним об'єктивом на 50 Мп з діафрагмою f/1.8 і фазовим автофокусом та сенсором глибини на 2 Мп з діафрагмою f/2.4, а A17k отримав тільки ширококутний об'єктив основної камери на 8 Мп з діафрагмою f/2.0 і автофокусом. Обидві моделі отримали ширококутну фронтальну камеру на 5 Мп з діафрагмою f/2.2. Основна та фронтальна камери вміють записувати відео в роздільній здатності 1080p@30fps.

### Програмне забезпечення
Смартфони були випущені на ColorOS 12.1.1 на базі Android 12.